# Norðoyar (gmina)
Norðoyar (far. Norðoya Prestagjalds kommuna) – historyczna gmina na Wyspach Owczych, duńskim terytorium zależnym na Oceanie Atlantyckim. Istniała w latach 1872 – 1908.
Obejmowała w całości tereny archipelagu i regionu Norðoyar, tj. wyspy: Borðoy, Fugloy, Kalsoy, Kunoy, Svínoy oraz Viðoy, zajmując powierzchnię blisko 240 km².

## Historia
Gmina powstała w roku 1872. Istniała przez 36 lat, do roku 1908, kiedy rozpadła się na trzy mniejsze jednostki: gminę Klaksvík, Kunoy, Mikladalur i Húsar oraz Viðareiði, Fugloy i Svínoy. Obecnie na jej terenach funkcjonuje sześć gmin.

## Miejscowości wchodzące w skład gminy Norðoyar
| Miejscowość | Wcześniejsza przynależność | Rok przyłączenia | Późniejsza przynależność         | Rok odłączenia |
| ----------- | -------------------------- | ---------------- | -------------------------------- | -------------- |
| Ánir        | –                          | 1872             | gmina Klaksvík                   | 1908           |
| Árnafjørður | –                          | 1872             | gmina Klaksvík                   | 1908           |
| Depil       | –                          | 1872             | gmina Viðareiði, Fugloy i Svínoy | 1908           |
| Haraldssund | –                          | 1872             | gmina Kunoy, Mikladalur i Húsar  | 1908           |
| Hattarvík   | –                          | 1872             | gmina Viðareiði, Fugloy i Svínoy | 1908           |
| Húsar       | –                          | 1872             | gmina Kunoy, Mikladalur i Húsar  | 1908           |
| Hvannasund  | –                          | 1872             | gmina Viðareiði, Fugloy i Svínoy | 1908           |
| Kirkja      | –                          | 1872             | gmina Viðareiði, Fugloy i Svínoy | 1908           |
| Klaksvík    | –                          | 1872             | gmina Klaksvík                   | 1908           |
| Kunoy       | –                          | 1872             | gmina Kunoy, Mikladalur i Húsar  | 1908           |
| Mikladalur  | –                          | 1872             | gmina Kunoy, Mikladalur i Húsar  | 1908           |
| Múli        | –                          | 1872             | gmina Viðareiði, Fugloy i Svínoy | 1908           |
| Norðdepil   | –                          | 1872             | gmina Viðareiði, Fugloy i Svínoy | 1908           |
| Norðoyri    | –                          | 1872             | gmina Klaksvík                   | 1908           |
| Norðtoftir  | –                          | 1872             | gmina Viðareiði, Fugloy i Svínoy | 1908           |
| Svínoy      | –                          | 1872             | gmina Viðareiði, Fugloy i Svínoy | 1908           |
| Syðradalur  | –                          | 1872             | gmina Kunoy, Mikladalur i Húsar  | 1908           |
| Trøllanes   | –                          | 1872             | gmina Kunoy, Mikladalur i Húsar  | 1908           |
| Viðareiði   | –                          | 1872             | gmina Viðareiði, Fugloy i Svínoy | 1908           |